# Толстой, Александр Петрович (1801)
Граф Алекса́ндр Петро́вич Толсто́й (28 января [9 февраля] 1801, Санкт-Петербург — 21 июля [3 августа] 1873, Женева) — русский государственный деятель, генерал-лейтенант (1856), член Государственного совета (1862—1873). Обер-прокурор Святейшего Правительствующего Синода (1856—1862).

## Биография
Александр Петрович родился в семье графа Петра Александровича Толстого и его жены Марии Алексеевны, урождённой княжны Голицыной.

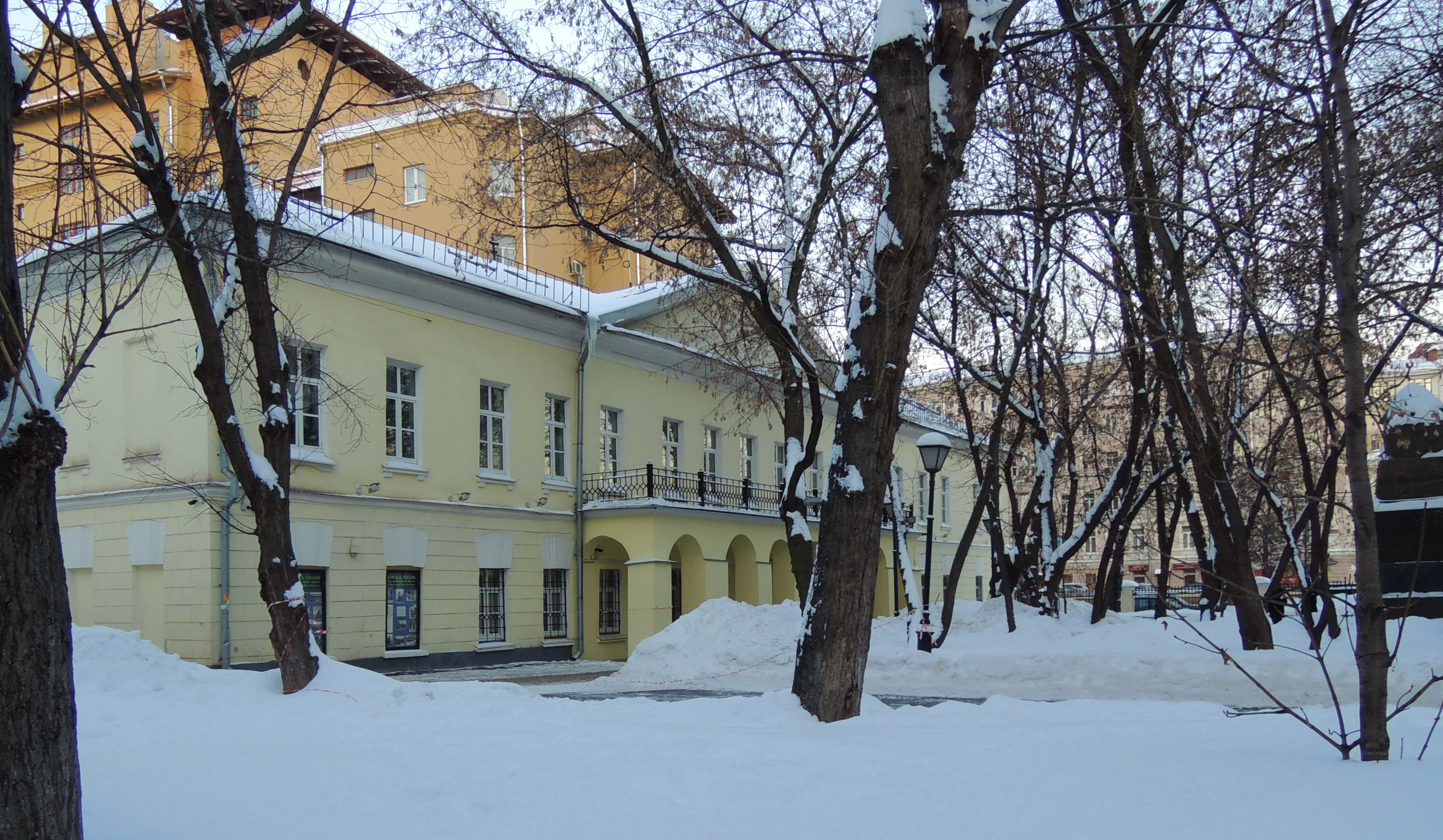
Никитский бульвар. № 7А — усадьба графа А. П. Толстого. Здесь провёл последние годы своей жизни и умер Гоголь.

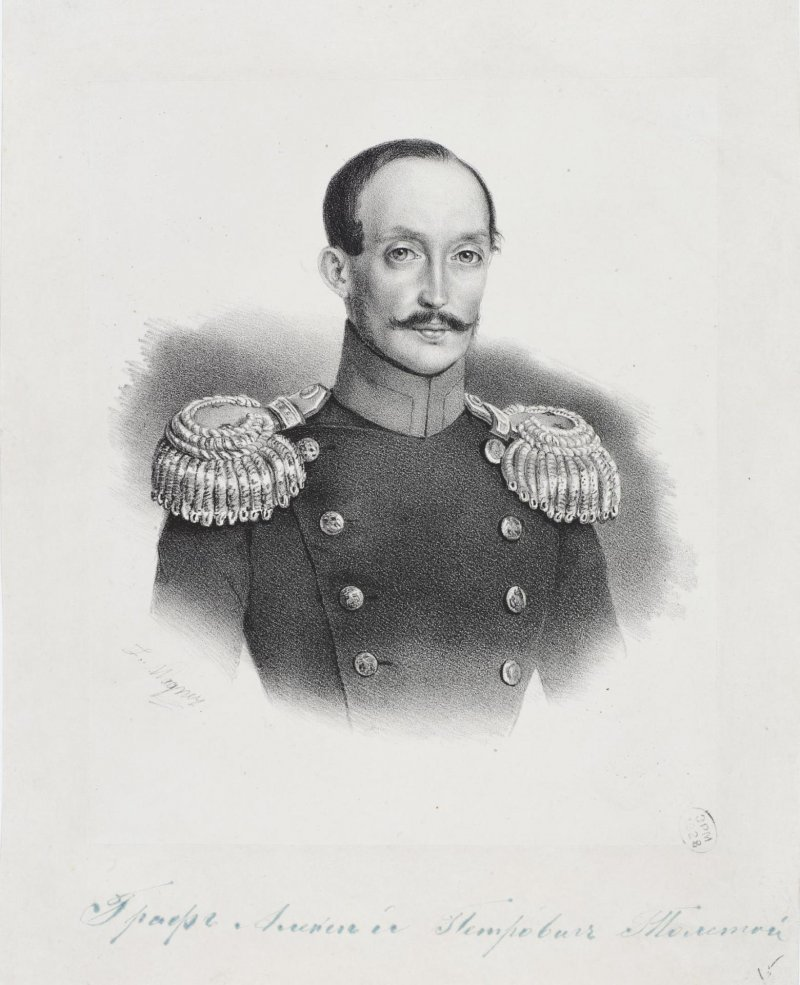
Портрет XIX в.

Рано начал военную службу, 11 ноября 1807 года вступив юнкером в лейб-гвардии Артиллерийскую бригаду. В 1819 году переведён в лейб-гвардии конную артиллерию, в 1821 году — в лейб-гвардии Кавалергардский полк. В 1824—1826 годах участвовал в походах с экспедицией по обозрению Каспийского и Азовского морей и истреблению морских разбойников. По возвращении из экспедиции, поступил в Коллегию иностранных дел и был причислен к посольству в Париже сверх штата. В 1827 году командирован в Константинополь. По объявлении в 1828 году войны Оттоманской империи, снова поступил на военную службу в тот же Кавалергардский полк. 30 августа 1829 года назначен флигель-адъютантом к императору Николаю I. 13 февраля 1830 года уволен от военной службу, получил придворное звание камергера и был назначен 1-м секретарём русской миссии в Греции. Назначение не устроило его и он через год перешёл в Министерство внутренних дел. 12 июня 1831 года назначен управляющим Хозяйственного департамента.
1 января 1834 года произведён в действительные статские советники. С апреля 1834 года по декабрь 1837 года — тверской гражданский губернатор.
С 28 декабря 1837 года — военный губернатор Одессы, в чине генерал-майора, с управлением и гражданской частью. 23 февраля 1840 года, вследствие конфликта с новороссийским генерал-губернатором князем М. С. Воронцовым, вышел в отставку и уехал за границу[куда?].
Возвратился на службу через 15 лет: 9 мая 1855 года, во время Крымской войны, принял должность начальника Нижегородского ополчения. С 6 декабря 1856 года — генерал-лейтенант. С 20 сентября 1856 года до 28 февраля 1862 года — обер-прокурор Святейшего Синода. Затем до конца жизни член Государственного совета (в 1864—1866 годах — член департамента Государственной экономии).
Деятельность его как обер-прокурора встречала одобрение священноначалия Российской Церкви, в частности митрополита Петербургского Григория (Постникова). Отличался личной религиозностью. Поддерживал переписку со старцем Оптиной пустыни Амвросием, имел намерение поселиться в Иоанно-Предтеченском скиту.
Поддерживал тесные отношения с известным ржевским проповедником Матвеем Александровичем Константиновским, с которым познакомил Н. В. Гоголя, жившего и умершего у него в доме на Никитском бульваре.
А. П. Толстой скончался на обратном пути из Иерусалима — в Женеве. Перед смертью исповедовался иеромонаху Клименту (Зедергольму), специально для этого посланному из Оптинского монастыря. Похоронен 5 августа в московском Донском монастыре.

## Награды
- Орден Святого Владимира 4-й степени с бантом (22.08.1826)
- Орден Святой Анны 3-й степени с бантом (01.08.1829)
- Золотая шпага с надписью «За храбрость» (30.08.1829)
- Орден Святой Анны 2-й степени (03.10.1829)
- Орден Святого Станислава 1-й степени (07.04.1835)
- Орден Святой Анны 1-й степени (18.04.1837)
- Орден Святого Владимира 2-й степени с мечами (08.09.1859)
- Орден Белого орла (13.03.1862)
- Знак отличия беспорочной службы за XV лет (22.08.1835)
- Знак отличия беспорочной службы за XX лет (22.08.1859)

Иностранные:
- Греческий орден Спасителя, большой крест (1859)

## Семья

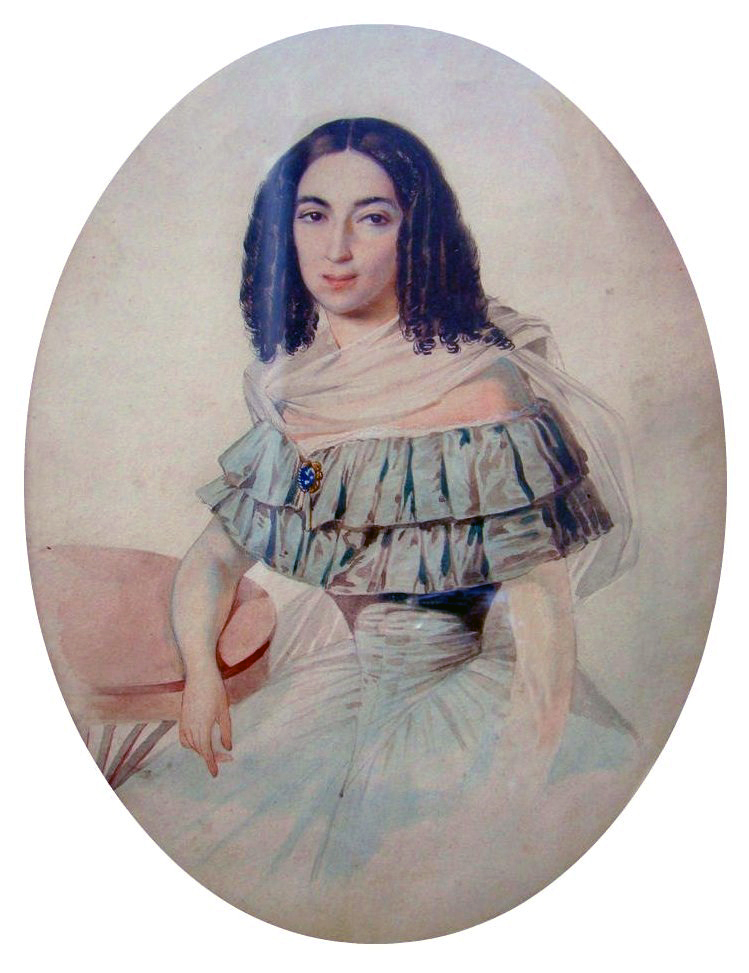
Анна Георгиевна Толстая

Жена (с 14 июля 1837 года) — княжна Анна Георгиевна Грузинская (31.01.1798—17.07.1889), дочь камергера князя Георгия Александровича Грузинского (1762—1852) и Варвары Николаевны Бахметевой. Воспитанная без матери, которой она лишилась в детстве, в совершенном одиночестве в богатом родительском имении в селе Лыскове Нижегородской губернии, княжна Анна избегала общества и, как писал Ф. Ф. Вигель, «вопреки обычаям других красавиц, столь же тщательно скрывала красоту свою, как те любят её показывать». Брак её с Толстым был бездетен и заключен по воле отца. По словам А. О. Смирновой, княжна не хотела выходить замуж и просилась в монастырь. «Отец её отпустил, и она отправилась в Бельмажскую обитель, где её посчитали вовсе не созданной к монастырской жизни. 35 лет княжна вышла замуж за Толстого, святого человека. Он подчинился своей чудачке и жил с нею как брат».
Пока супруг графини был на службе в Петербурге, она постоянно жила в Москве, в собственном доме, на Никитском бульваре, где принимала многих высокопоставленных и духовных сановников, как московских, так и проезжающих через Москву. Она чуждалась шумного светского общества; всегда вела уединенную жизнь; любила духовные беседы, отличалась искренним благочестием и благотворительностью. Из 60-тысячного своего годового дохода она половину отдавала на дела благотворительности. На её средства в Нижегородской губернии были устроены приют и училище для сирот. В Москве в 1864 году ею был открыт Георгиевский приют для престарелых лиц духовного звания. Свой большой дом на Садово-Кудринской она отдала в пользу московского духовенства. Скончалась после тяжелой болезни в Москве и была похоронена рядом с мужем на кладбище Донского монастыря.